# 小行星11123
小行星11123（11123 Aliciaclaire）是一颗绕太阳运转的小行星，为主小行星带小行星。该小行星于1996年9月8日发现。

## 轨道参数
小行星11123的轨道半长轴为2.6728393 UA，离心率为0.116。